# Дёрнинг, Чарльз
Чарльз Дёрнинг (англ. Charles Durning, 28 февраля 1923, Хайленд-Фолс, Нью-Йорк — 24 декабря 2012, Нью-Йорк, Нью-Йорк) — американский актёр, ветеран Второй мировой войны.
Чарльз Дёрнинг снялся более чем в двухстах кинофильмах и телепроектах, включая комедии «Тутси» и «Лучший бордель в Техасе», за который был номинирован на «Оскар» за лучшую роль второго плана.

## Биография
Чарльз Дёрнинг родился в Хайленд-Фолс, штат Нью-Йорк 28 февраля 1923 года. Во время Второй мировой войны, в возрасте 21 года, Дёрнинг, сын офицера, был призван солдатом в американскую армию.
Дёрнинг принимал участие в Нормандской операции в «День Д» (6 июня 1944 года) и был среди первых высадившихся на пляж Омахи. В декабре 1944 года он участвовал также в Арденнской операции и чудом уцелел во время бойни у Мальмеди.
За мужество и боевые ранения Дёрнинг был удостоен Серебряной звезды и трёх медалей Пурпурное сердце.
Дёрнинг хорошо известен в США за его роль в американском ветеранском движении. В течение многих лет он являлся почётным ведущим идущего по национальному телевидению концерта в День поминовения. В апреле 2008 года Дёрнинг был награждён Орденом Почётного легиона правительством Франции.
После войны Дёрнинг работал рабочим, таксистом и официантом, а затем танцором.
Его театральная карьера началась с исполнения ролей в пьесах Шекспира.
Скончался в родном Нью-Йорке 24 декабря 2012 года, не дожив двух месяцев до 90 лет. Похоронен на Арлингтонском национальном кладбище.

## Творчество
В кино Дёрнинг появился уже в возрасте сорока лет, снимаясь в эпизодических ролях в различных сериалах. Несмотря на это, на его счету более ста ролей в фильмах и сериалах.
Известность Чарльзу Дёрнингу принесла роль коррумпированного лейтенанта Снайдера в фильме «Афера» режиссёра Джорджа Роя Хилла. Он снялся вместе с Аль Пачино в фильме «Собачий полдень», за который был номинирован на «Золотой глобус». Российскому зрителю он знаком прежде всего по фильму «Тутси» (1982), где он играл романтичного поклонника переодетого Дастина Хоффмана; эти двое актёров работали вместе и в телефильме «Смерть коммивояжёра».
Дернинг так же интенсивно работает на телевидении, как в сериалах и в телепостановках.
Он озвучивал Фрэнсиса Гриффина в мультсериале «Гриффины».
Дочь актёра Жанин Дёрнинг — известный нью-йоркский хореограф и исполнитель современных танцев.

## Признание
Чарльз Дёрнинг дважды был номинирован на премию «Оскар» как лучший актёр второго плана: в 1982 году за роль политика в фильме «Лучший бордель в Техасе» и в 1983 году за роль в ремейке Мела Брукса «Быть или не быть».
За исполнение ролей в телесериалах актёр девять раз выдвигался на премию «Эмми» начиная с 1975 года.
Он был дважды номинирован на премию «Тони», первый раз в 1965 году за пьесу «That Championship Season» и второй раз выиграл премию в 1990 году за роль «Большого папы» в пьесе Теннеси Уильямса «Кошка на раскаленной крыше» на Бродвее.
В 1990 году он получил «Золотой глобус» за лучшую роль второго плана в мини-сериале «Кеннеди из Массачусетса», а также три раза был номинирован на эту премию в разных категориях.
Актёр дважды получил премию Национального совета кинокритиков США как лучший актёр второго плана в фильме «Собачий полдень» (1975) и за лучший актёрский ансамбль в фильме «Жизнь за кадром» (2000).
В январе 2008 года Дёрнинг был удостоен почётной Премии Гильдии киноактёров США за вклад в кинематограф.
31 июля 2008 года у актёра появилась своя звезда за вклад в развитие кинематографа на Голливудской аллее славы рядом со звездой его юношеского идеала Джеймса Кэгни.

## Избранная фильмография
| Год  |    | Русское название                | Оригинальное название               | Роль                         |
| ---- | -- | ------------------------------- | ----------------------------------- | ---------------------------- |
| 1970 | ф  | Хай, мамаша!                    | Hi, Mom!                            | управляющий                  |
| 1972 | тф | Другой мир                      | Another World                       | Джил Макгоуэн                |
| 1973 | ф  | Сёстры                          | Sisters                             | Джозеф Ларч                  |
| 1973 | тф | Все в семье                     | All in the Family                   | детектив                     |
| 1973 | ф  | Афера                           | The Sting                           | лейтенант Уильям Снайдер     |
| 1974 | ф  | Первая полоса                   | The Front Page                      | Мерфи                        |
| 1975 | ф  | Собачий полдень                 | Dog Day Afternoon                   | сержант Юджин Моретти        |
| 1975 | ф  | Гинденбург                      | The Hindenburg                      | капитан Прусс                |
| 1976 | ф  | Гарри и Уолтер едут в Нью-Йорк  | Harry and Walter Go to New York     | Руфус Т. Крисп               |
| 1978 | ф  | Ярость                          | The Fury                            | доктор Джим Маккивер         |
| 1979 | ф  | Начать сначала                  | Starting Over                       | Майкл (Микки) Портер         |
| 1979 | ф  | Когда звонит незнакомец         | When a Stranger Calls               | Джон Клиффорд                |
| 1979 | ф  | Маппеты                         | The Muppet Movie                    | Док Хоппер                   |
| 1980 | ф  | Последний отсчёт                | The Final Countdown                 | сенатор Сэмюэд Чепмен        |
| 1981 | ф  | Тайны исповеди                  | True Confessions                    | Джек Амстердам               |
| 1981 | ф  | Команда Шарки                   | Sharky's Machine                    | Фриско                       |
| 1981 | ф  | Тёмная ночь пугала              | Dark Night of the Scarecrow         | Отис П. Хейзелригг           |
| 1982 | ф  | Тутси                           | Tootsie                             | Лесли «Лес» Николс           |
| 1982 | ф  | Лучший публичный дом в Техасе   | The Best Little Whorehouse in Texas | губернатор                   |
| 1983 | ф  | Быть или не быть                | To Be or Not to Be                  | полковник Эрхардт            |
| 1985 | ф  | Человек в одном красном ботинке | The Man with One Red Shoe           | Росс                         |
| 1985 | тф | Смерть коммивояжёра             | Death of a Salesman                 | Чарли                        |
| 1986 | ф  | Дети солнца                     | Solarbabies                         | начальник тюрьмы             |
| 1986 | ф  | Крутые ребята                   | Tough Guys                          | Дик Яблонский                |
| 1987 | ф  | Убийства по чёткам              | The Rosary Murders                  | отец Тед Нейборс             |
| 1988 | ф  | Полицейский                     | Cop                                 | Дач Пелц                     |
| 1989 | ф  | Бренда Старр                    | Brenda Starr                        | редактор Фрэнсис Ливрайт     |
| 1990 | ф  | Дик Трейси                      | Dick Tracy                          | шеф Брэндон                  |
| 1991 | ф  | В. И. Варшавски                 | V.I. Warshawski                     | лейтенант Бобби Мэллори      |
| 1993 | ф  | Музыка по случаю                | The Music of Chance                 | Билл Флауэр                  |
| 1994 | ф  | Подручный Хадсакера             | The Hudsucker Proxy                 | Уоринг Хадсакер              |
| 1994 | ф  | Коэффициент интеллекта          | I.Q.                                | Луи Бамбергер                |
| 1995 | ф  | Последний ужин                  | The Last Supper                     | преподобный Джеральд Хатченс |
| 1995 | ф  | Луговая арфа                    | The Grass Harp                      | преподобный Бастер           |
| 1995 | ф  | Домой на праздники              | Home for the Holidays               | Генри Ларсон                 |
| 1996 | ф  | Неистребимый шпион              | Spy Hard                            | директор                     |
| 1996 | ф  | Один прекрасный день            | One Fine Day                        | Лу                           |
| 1998 | тф | Убойный отдел                   | Homicide: Life on the Street        | Томас Финнеган               |
| 1998 | тф | Все любят Рэймонда              | Everybody Loves Raymond             | отец Хабли                   |
| 2000 | ф  | О, где же ты, брат?             | O Brother, Where Art Thou?          | Пэппи О'Дэниел               |
| 2000 | ф  | Жизнь за кадром                 | State and Main                      | мэр Джордж Бейли             |
| 2004 | тф | Морская полиция: Спецотдел      | NCIS                                | капрал Эрни Йост             |
| 2004 | тф | Спаси меня                      | Rescue Me                           | Майкл Гэвин                  |
| 2006 | тф | Любовь вдовца                   | Everwood                            | Юджин Браун                  |
| 2006 | ф  | Истинный цвет                   | Local Color                         | Ямми                         |
| 2009 | ф  | Радуга Шэннон                   | Shannon's Rainbow                   | Флойд                        |